# Košnica (Chorwacja)
Košnica – wieś w Chorwacji, w żupanii krapińsko-zagorskiej, w gminie Desinić. W 2011 roku liczyła 98 mieszkańców.